# Civil War
Civil War — шведський павер-метал гурт з міста Фалун, заснований у 2012 році кількома колишніми учасниками Sabaton. Гурт використовує теми війни та історичних битв, що характерні і для Sabaton. Однак, на відміну від Sabaton, багато пісень Civil War зосереджені на американській історії та конфліктах, тоді як пісні Sabaton переважно присвячені європейській історії та конфліктам.

## Історія

### Формування таThe Killer Angels(2012–2014)
У квітні 2012 року гітаристи Рікард Сунден та Оскар Монтеліус, барабанщик Данієль Мулльбек та клавішник Данієль Мюр покинули гурт Sabaton, одними із засновників якого були. Невдовзі вони об'єдналися з вокалістом Astral Doors Нільсом Патріком Йоганссоном, а басиста Стефана «Піцу» Ерікссона було запрошено до формування гурту. 
Спочатку підписавши контракт з Despotz Records, гурт випустив однойменний міні-альбом у жовтні 2012 року, а потім одразу ж почав працювати над повноцінним дебютним альбомом. Альбом The Killer Angels вийшов у червні 2013 року та досяг золотого статусу у Швеції лише через два місяці.  Водночас гурт почав виступати наживо на різних фестивалях у Швеції та вирушив у свій перший тур по Європі в лютому 2014 року. Гітарист Петрус Ґранар був доданий до складу як сьомий повноцінний учасник.

### Gods and Generals(2015)
Після цього гурт підписав контракт з Napalm Records і почав працювати над своїм другим студійним альбомом під назвою Gods and Generals, який вийшов у травні 2015 року. Незадовго до виходу першого синглу з альбому, Bay of Pigs, гурт оголосив, що Оскар Монтеліус та Стефан Ерікссон покинули Civil War. Замість того, щоб шукати заміну, гурт вирішив продовжити роботу

### The Last Full Measureта новий вокаліст (2016–2018)
Пізніше гурт випустив свій третій альбом під назвою The Last Full Measure, який вийшов у листопаді 2016 року. Вокаліст Нільс Патрік Йоганссон покинув гурт через місяць. Решта учасників гурту провели відкриті прослуховування для вибору нового вокаліста, зрештою зупинившись на Келлі Сандаун Карпентер, якого було оголошено новим вокалістом гурту 9 лютого 2017 року.

### Концерт до 20-річчя Sabaton таInvaders(з 2019)
1 серпня 2019 року Мулльбек, Мюр та Сунден повернулися до Sabaton для виступу на честь 20-річчя гурту на Wacken Open Air. На цьому шоу гурт одночасно виступив гедлайнерами на обох головних сценах: нинішній склад Sabaton виступив на сцені «Faster», тоді як Малльбек, Мюр та Сунден виступили на сцені «Harder» разом з Тоббе Енґлундом.  2 серпня 2019 року гурт випустив першу пісню з Карпентером на вокалі, «Dead Man's Glory».  У синглі на соло-гітарі виступив колишній гітарист Sabaton, Тоббе Енґлунд. Пізніше вони оголосили на своєму вебсайті, що незабаром розпочнуть запис свого четвертого альбому. 
12 березня 2021 року гурт оголосив, що Енґлунд замінить Сундена, якого шведський суд звинуватив у сексуальному насильстві над восьмирічною дівчинкою, а також у зберіганні дитячої порнографії.  Сунден, який змінив своє офіційне ім'я на Йоган Андерссон, розлучився зі своєю дружиною Сіґрід.
24 травня 2021 року на сторінці гурту в Instagram було оголошено, що Оскар Монтеліус виступить у ролі запрошеного бек-вокаліста.  Це був перший запис Монтеліуса з гуртом після його виходу в 2015 році.
7 квітня 2022 року було оголошено, що четвертий студійний альбом гурту Invaders вийде 17 червня, а заголовна пісня  вийшла як сингл того ж дня.
9 лютого 2024 року було оголошено, що Тоббі Енґлунд повертається до Sabaton після того, як гітарист Томмі Йоганссон оголосив про вихід з гурту.  Енґлунд опублікував на сторінці Civil War в Instagram, що він продовжуватиме грати в гурті, що робить його єдиним учасником, який є єдиним одночасником учасником обох гуртів. 
2 квітня 2024 року гурт оголосив про вихід вокаліста Келлі Сандаун Карпентера. 

## Склад
Активні Учасники
- Данієль Мулльбек — барабани, бек-вокал (2012–present)
- Данієль Мур — клавіші, бек-вокал (2012–present)
- Петрус Ґранар — гітара, бек-вокал (2014–present), bass (2015–present)
- Тоббе Енґлунд — гітара (2021–present)

| Колишні Учасники - Келлі Сандаун Карпентер — соліст (2017–2024) - Рікард Сунден — гітара, бек-вокал (2012–2021) - Нільс Патрік Йоганссон — соліст (2012–2016) - Оскар Монтеліус — гітара, бек-вокал (2012–2015) - Стефан 'Піца' Ерікссон — бас-гітара (2012–2015) |

## Дискографія

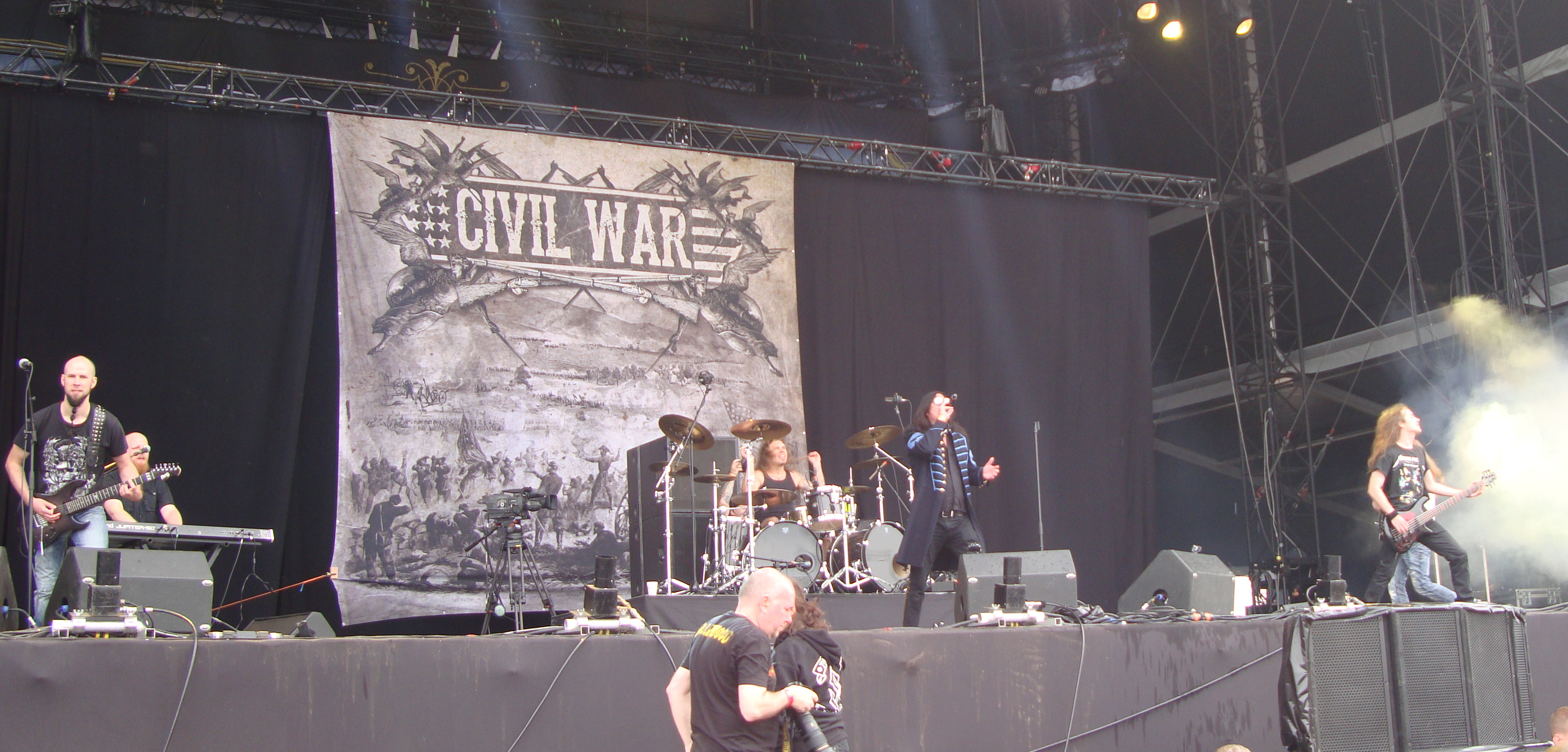
Civil War на Graspop Metal Meeting 2014

Мініальбоми
- 2012: Civil War (EP)

Альбоми
- 2013: The Killer Angels
- 2015: Gods and Generals
- 2016: The Last Full Measure
- 2022: Invaders

Сингли
- 2019: "Dead Man's Glory"